# Martin Spano
Mgr. Martin Spano, rodným jménem Martin Špaňo (* 16. květen 1985, Želiezovce), je slovenský informatik, softwarový vývojář, futurista, spisovatel, digitální nomád a popularizátor informatiky, programování a umělé inteligence. Za svou práci byl ministerstvem hospodářství slovenské republiky navržen na nejvyšší vědecké ocenění „Cena za vědu a techniku“.

## Dětství a studium
Martin Spano se narodil 16. května 1985 v Želiezovcích ako jediné dítě do rodiny daňového učetníka a lékařky. Celé své dětství prožil ve vesnici Čaka na jihu Slovenska, kde také navštěvoval Základní školu. Zde se poprvé v knize 2001: Vesmírní Odysea od Artura C. Clarka setkává s pojmem umělá inteligence a v televizním seriálu Knight Rider s konceptem autonomních vozů. Obě oblasti ho podle jeho slov okamžitě zaujaly. Krátce poté začne programovat. Později studoval na Bilingválním gymnáziu Milana Hodži v Sučanech. Od roku 2004 do roku 2009 studoval na Matematicko-fyzikální fakultě Karlovy Univerzity v Praze odbor počítačová věda.

## Práce a projekty
Po ukončení studia odjíždí do Vídně, kde pracuje jako vývojář softwaru pro chytré technologie. V roku 2017 zveřejňuje nástroj na pokročilé vyhledávání na Facebooku, který rozšiřuje standardní možnosti vyhledávání o vyhledávání podle kritérií, jako je bydliště, zaměstnavatel a další. V době svého vydání to měl být jediný nástroj, který takové vyhledávání umožňoval. Následně tento nástroj vydal v podobě aplikace pro Android s názvem SearchApp. V roce 2018 vydal KeywordsApp, online databáze 300 milionů nejčastějších vyhledávání na Googlu., která rozšiřuje Google Trends. Ani jeden z těchto nástrojů již není v současné době k dispozici, protože Spano ukončil jejich podporu a zabývá se vydavatelskou činností a syntetickými médii, jako jsou deepfake videa, hologramy a virtuální avataři.

## Vydání knihy The Artificial Intelligence in a Nutshell
V roce 2019 Spano vydal svou první knihu - The Artificial Intelligence in a Nutshell. Kniha představuje úvod do oblasti umělé inteligence pro netechnické publikum. Ačkoli neměl žádné praktické zkušenosti v oblasti AI, kniha se stala bestsellerem na Amazonu, v sekcích Umělá inteligence a Kybernetika., kde byla nějakou dobu k dispozici ke koupi. Kniha byla přeložena do slovenštiny pod názvem Umělá inteligence v ořechové skořápce. Kniha je psána formou příběhů pro snadnější pochopení tématu umělé inteligence. Důvodem, proč ji napsal, bylo podle Spana vyvrátit mýty a fámy, které se v oblasti umělé inteligence začaly vytvářet. Spano nevidí umělou inteligenci a pokročilé technologie jako hrozbu, ale prostředek ke zvýšení produktivity a pomoci řešit globální výzvy, jako je změna klimatu, zvyšování životní úrovně v chudých zemích a léčba rakoviny. Předpokládá, že automatizace ukončí těžkou a nelidskou práci a lidé se budou moci věnovat činnostem, které je baví a naplňují.  Po úspěchu knihy se Spano rozhodl věnovat osvětové činnosti v oblasti programování umělé inteligence. a počítačové vědy. V současné době pracuje na své další knize.

## Strategie rozvoje umělé inteligence na Slovensku
V souvislosti s osvětovou činností v oblasti umělé inteligence na Slovensku připravil Spano iniciativu s názvem Slovakia.AI, ve které představil svůj návrh strategie umělé inteligence. na Slovensku. Jejím cílem je urychlit vývoj umělé inteligence. Tato iniciativa byla začleněna do nové iniciativy poté, co byl pozván do nově založeného Slovenského centra pro výzkum umělé inteligence Slovak.AI. V listopadu 2020 ho Veronika Remišová jmenovala členem Stálé komise pro etiku a regulaci umělé inteligence.

## Klimatický aktivismus
Ve svých rozhovorech Spano opakovaně vyzývá k využití technologií v boji proti globálním problémům, zejména proti změně klimatu. Tvrdí, že škody, které jsme na planetě napáchali, lze zmírnit nebo odstranit pouze pomocí vyspělé technologie. S tématem boje proti změně klimatu pomocí umělé inteligence se zúčastnil také konference TEDx v Trenčíne, kde předložil své tři návrhy. Konkrétně se jedná o využití třídicích robotů pro zvýšení účinnosti recyklace, prediktivní systémy umělé inteligence pro včasnou předpověď přírodních katastrof a kombinaci satelitních snímků a počítačového vidění pro kontrolu odlesňování. Vzhledem k tomu, že se jedná o prototypová řešení, zůstává účinnost jeho návrhů prozatím sporná.

## Virtuální avatar M(A)RT(I)N
Spano pracuje na vývoji vlastního avatara s názvem M(A)RT(I)N. Avatar byl poprvé představen na konferenci ITAPA.  Jeho aktualizovanou verzi předvedl v únoru 2021 ve Správach RTVS.

## Deepfake Zlatice Puškárové
Spano stál za nápadem deepfake videa Zlatice Puškárové, kterým telekomunikační společnost O2 Slovensko v květnu 2021 odstartovala kampaň proti dezinformacím. Deepfake byl vytvořen pomocí tzv. výměny obličeje. Nejprve bylo vybráno video se Zlaticou Puskárovou. Na základě tohoto videa pak produkční agentura natočila video s Kristínou Tormovou, která si vzala paruku a šaty, aby se podobala Zlatici Puškárové. Následně byly jejich tváře vyměněny pomocí umělé inteligence. Každý pohyb Kristiny Tormové následně vypadal, jako by ho udělala Zlatica Puškárová. Hlas byl napodoben pomocí konkatenativní syntézy hlasu. Za tuto kampaň získal společně s O2 ocenění Férový hráč od Nadace Pontis.

## Deepfake Marcela Merčiaka
V listopadu 2021 vyrobil Spano pro RTVS Deepfake Marcela Merčiaka. Video bylo odvysíláno ve Správach RTVS.

## Deepfake videa slovenských hokejistů
Poté, co slovenští hokejisté získali bronz na zimních olympijských hrách 2022, zveřejnil Spano deepfake video, ve kterém hokejisté "zpívají" jeho hlasem píseň, kterou složil na základě slovenské lidové písně. Výroba zábavných deepfake videí se slovenskými hokejisty pokračuje v nepravidelných intervalech, zejména při příležitosti sportovního úspěchu slovenského sportovce (sportovců). Nejčastěji se v jeho videích objevuje vycházející hvězda slovenského hokeje Juraj Slafkovský. 

## Predikce

### Budoucnost práce
Spano předpokládá zánik některých profesí, jako jsou asistentské pozice a pozice v logistice.. Podle jeho slov se však bude jednat o ojedinělé případy, spíše předpokládá změnu charakteru profesí, kvůli které bude nutná rekvalifikace a získání nových dovedností. Obhajuje zejména potřebu vyučovat informatiku a programování.

### Budoucnost medicíny
Spano považuje medicínu za jednu z oblastí, kde by umělá inteligence mohla pomoci nejvíce. Zejména při vyhodnocování patologických snímků, například v radiologii a dermatologii. Zároveň by podle něj mohl být užitečný při analýze nových poznatků v lékařské vědě nebo při vytváření lékařských chatbotů.. V budoucnu očekává, že nanoroboti umístění v těle budou sloužit k odhalování nemocí v jejich raných stadiích. Nemyslí si však, že umělá inteligence nahradí lékaře, spíše zvýší jejich produktivitu.

### Teorie simulace
Nevylučuje, že jednoho dne v budoucnu zjistíme, že vesmír je počítačová simulace, protože zatím neexistují důkazy, které by to vyvracely. To však nepovažuje za pravděpodobné, protože se domnívá, že v takovém případě by existoval tvor, který by využil případné chyby v simulaci ve svůj prospěch, podobně jako to dělá umělá inteligence, když je trénována v simulovaném prostředí.

### Autonomní auta
Spano předpovídá masové rozšíření autonomních automobilů kolem roku 2030. Podle něj brání dřívějšímu nasazení samořízených automobilů legislativa a přijetí této technologie veřejností.

### Klimatické změny
Spano tvrdí, že díky masivním investicím do boje proti změně klimatu najdeme do roku 2035 způsob, jak účinně přeměnit CO2 na elektřinu nebo palivo. Upozorňuje však, že se tím vyřeší pouze problém s CO2, ale ne změna klimatu jako taková.

### Budoucnost lidstva
Jako zastánce futurologické koncepce transhumanismu předpovídá, že lidé se začnou fyzicky zdokonalovat v příštím desetiletí a v následujících desetiletích se jejich vývoj zrychlí. Vyvrcholení nastane po roce 2100, kdy podle jeho slov začne tzv. postbiologický lidský věk, kdy lidé budou žít pouze ve formě vědomí bez biologického těla. Jako důvod této proměny uvádí technologický pokrok a domnělé nevýhody a limity biologického těla, jako je náchylnost k nemocem.

## Podnikání
Spano je propagátorem podnikání. V této souvislosti vydal v roce 2022 společně s Markem Policem knihu Následuj svou vášeň.. V knize popisuje svou vlastní podnikatelskou cestu od podnikatelských začátků až po současnost. Zaměřuje se především na využití sociálních sítí jako akcelerátoru podnikání v jeho počátcích.

## Osobní život
Spano žije jako digitální nomád. Cestuje po Slovensku a pracuje odkudkoli. V letních měsících z lesa, louky, hory nebo jiné přírodní lokality. Ve volném čase se zabývá biohackingem.